# SN 2010la
SN 2010la – supernowa typu II-P odkryta 19 października 2010 roku w galaktyce A022415-1551. W momencie odkrycia miała maksymalną jasność 18,40m.